# Сухи-Домб
Сухи-Домб (пол. Suchy Dąb, нім. Zugdam) — село в Польщі, у гміні Сухий Домб Ґданського повіту Поморського воєводства.
Населення — 1112 осіб (2011).

## Демографія
Демографічна структура станом на 31 березня 2011 року:
|          | Загалом | Допрацездатний вік | Працездатний вік | Постпрацездатний вік |
| -------- | ------- | ------------------ | ---------------- | -------------------- |
| Чоловіки | 572     | 128                | 411              | 33                   |
| Жінки    | 540     | 112                | 347              | 81                   |
| Разом    | 1112    | 240                | 758              | 114                  |